# FS E.626機関車
E625形およびE626形は、イタリア国鉄で1920年代から1990年代まで運用された電気機関車である。E626形はイタリアで初めて直流3,000Vの電気方式に対応した機関車であった。

## 歴史
E626形は1926年、イタリア国鉄（FS、フェッロヴィーエ・デッロ・スタート) によって新たなフォッジャ～ベネヴェント間の直流3,000V区間用機関車として製造された。設計は近代イタリア鉄道の”創業者”であるGiuseppe Bianchiが行った。牽引力を確保しつつ急曲線の通過に対応するため、6動軸が採用された。
E626形は3系列448両が生産された。各系列は細部が異なる。1930年に量産が始まり、最初の系列は85両が生産された。1970年代から14編成が私鉄に売却された。最後まで残ったのは194号機で、1999年まで救援列車に使用された。
7両が博物館で保存されており、改装された11両が保存鉄道で使用されている。